# Brestovo (Stanari)
Brestovo (szerbül: Брестово), település Bosznia-Hercegovinában, a Szerb Köztársaság északi régiójában Stanari községben. 

## Fekvése
A település Bosznia-Hercegovina északi részén, Dobojtól légvonalban 26, közúton 42 km-re északnyugatra, községközpontjától légvonalban 9, közúton 16 km-re északra, az Ukrina-folyótól keletre, a Krnjin-hegység északnyugati szélén, 140-280 méteres tengerszint feletti magasságban található.

## Népessége
| Nemzetiségi csoport | Népesség 1991 | Népesség 2013 |
| ------------------- | ------------- | ------------- |
| Szerb               | 1192          | 678           |
| Bosnyák             | 0             | 0             |
| Horvát              | 2             | 3             |
| Jugoszláv           | 13            | 2             |
| Egyéb               | 47            | 7             |
| Összesen            | 1254          | 690           |

## Története
A régészeti leletek tanúsága szerint az Ukrina keleti partja feletti magaslaton már a bronzkorban emberi település volt, melyet a vaskorban is használtak. Brestovót a 16. században alapították Brestovo egyházközségként. A történelem során többször az Oszmán Birodalom és a Magyar Királyság, majd később a Habsburg Birodalom közötti határövezetbe esett. A Gradina magaslatán a 16. századból származó vár is állt. A falu középkori történetéről tanúskodnak a helyi temető mellett található késő középkori sírkövek. A hagyomány szerint Brestovo lakossága eredetileg Montenegróból származik, és sokan a 19. század első felében költöztek Brestovóból Gornja Lupljanicába, ahol a Brestovci nevet kapták. Sokan azután innen is tovább költöztek.
A település 1878-ig tartozott az Oszmán Birodalomhoz, ekkor a berlini kongresszus határozata alapján az Osztrák-Magyar Monarchia része lett. 1879-ben az első osztrák-magyar népszámlálás során a Tešanji járáshoz és Osinje községhez tartozó településnek 61 háztartása és 452 ortodox lakosa volt. 1910-ben a Tesanji járáshoz tartozó településen 97 háztartást és 621 ortodox lakost találtak. A monarchia szétesésével 1918-ban előbb a Szerb-Horvát-Szlovén Királyság, majd 1929-től a Jugoszláv Királyság része lett. 1921-ben a Doboji járáshoz tartozó községnek 613 lakosa volt, mind ortodox szerbek. Az 1929-es törvény értelmében, amikor Bosznia-Hercegovinát négy banovinára, Drinskára, Vrbaskára, Zetskára és Primorskára osztották, a település a Vrbaska banovina része lett, amelynek székhelye Banja Luka volt.
A második világháborúban Jugoszlávia megszállása után a Független Horvát Állam (NDH) része lett. A második világháború után 1992-ig a település a szocialista Jugoszlávia keretében a Bosznia-Hercegovinai Népköztársaság része volt. A boszniai háborút lezáró daytoni békeszerződés rendelkezése alapján az ország területét felosztották a Bosznia-hercegovinai Föderáció és a boszniai Szerb Köztársaság között. A háború utáni területmegosztáskor a Szerb Köztársaság területéhez csatolták.

## Oktatás
„Desanka Maksimović” Általános Iskola

## Nevezetességei
- Gradina - a Krnjin-hegység és a Radiškovića-hegy nyugati lejtőin fekvő 177 méteres Gradina nevű magaslaton, az Ukrina folyó jobb partján egy ősi vár maradványai találhatók. A maradványok egy kiálló sziklán fekszenek, amely uralja és ellenőrzi az Ukrina folyó mentén vezető utat. A várat a múlt század ötvenes éveiben fedezték fel. A vár patkó alakú volt, keleten egy toronyból, nyugati oldalán pedig egy négyzet alakú épületből állt. A külső falak körülbelül két méter szélesek voltak, míg a torony belső fala az épületnél egy méter széles volt. A várfal a déli sáncnál maradt meg a legjobb állapotban, itt öt-nyolc méter magas, átlagos szélessége körülbelül egy méter. A keleti torony fala 5,20 méter magas áll. Az erődítmény belseje a hosszabbik oldal mentén kelet-nyugati tájolású, méretei 16,50 x 7,50 méter, területe pedig körülbelül 110 négyzetméter. A várat úgy helyezték el, hogy tökéletesen ellenálljon az északi irányból érkező ellenséges támadásnak. Valószínűleg a 15. századi török invázió során pusztult el. A torony belsejében ásatásokat végeztek, ahol egy nagyszámú, a 14. és 15. századból származó középkori kerámiát tartalmazó kulturális réteg őrződött meg. Későbbi kutatások kiegészültek azzal, hogy a néphagyomány szerint ezt a várat Kovačnak hívták. Lehetséges, hogy ez a vár volt az Ukrina zsupánia székhelye. Kovač várát, mint „Usorai erődítményt”, először 1415-ben említik egy raguzai kereskedő levelében. Ekkor várnagya Dubravcsics László volt, aki Zsigmond magyar király nevében igazgatta a várat és uradalmát, de azt a vár alatti súlyos magyar vereség miatt kénytelen volt átadni a bosnyákoknak. Lehetséges, hogy már egy 1410-ből származó, Zsigmond király által kiállított okirat erre az erődítményre utal, ahol „Konachy” néven említik. A helyiek úgy vélik, hogy Gradina Mária Terézia uralkodása idejéből származik, és hogy egy út haladt el mellette, így fő funkciója valószínűleg a megfigyelés és a biztonságos áthaladás biztosítása volt. A várat és környékét a nép „Kovač”-nak hívja, mivel a legenda szerint az erőd közelében egy kovács élt, aki megpatkolta a karavánok lovait, amelyek az említett úton haladtak át.[9]

- Ciganište – őskori település maradványai az Ukrina völgye feletti Gradina nevű magaslat közelében (amelyen a középkori vár is állt) 1959-ben a kultúrréteg érintetlen, keleti részén késő bronzkori és vaskori cseréptöredékeket találtak.[4]

- Grčko Greblje – középkori temető maradványai a mai temető melletti, magasabban fekvő helyen 3 láda alakú, fennmaradt stećak sírkővel.[4]

- Brestovo falu a Legszentebb Istenszülő lepelének szentelt ortodox temploma. Az egyhajós, 17,5 x 8,5 méteres templom építése 1989-ben kezdődött. Az alapokat ugyanazon év május 2-án szentelte fel Vaszilje Zvornik-Tuzla püspöke. Az építkezés befejezése után a templomot 1997. október 14-én szentelte fel az illetékes érsek. Építőanyagként kisméretű téglákat használtak, a harangtornyot és az oltárt pedig rézzel borították. A templomhoz egy harangtorony épült, benne egy haranggal. A tölgyfából készült ikonosztázt a pojeznai Predrag Pećić mester készítette. Az ikonokat a doboji Aleksandar Vasiljević mester festette.[10]

- Gornji Brestovo település a Boldogságos Szűz Mária születésének egyhajós ortodox templomát, amelynek mérete 10 x 5 méter, 1996-ban kezdték építeni. 2000. szeptember 21-én a kész templomot Vaszilje, Zvornik-Tuzla püspöke szentelte fel. Építőanyagként kisméretű téglákat használtak. A templomot cserép, a harangtornyot réz borítja. A harangtoronyban egy harang van. A terveket a šidi Milenko Vukadinović készítette.[10]